# Glod
Glod est le nom d'un village roumain qui appartient à la commune de Moroeni dans le județ de Dâmbovița dans la région de Munténie. Le village est connu pour avoir été un des lieux de tournage du film Borat.

## Démographie
Le village est majoritairement habité par des roms.

## Histoire
Le nom du village Glod signifie boue en roumain.
En 2006, le tournage du film Borat, des scènes censées représenter le village de Kuzcek au Kazakhstan ont été tournées dans le village de Glod. Les habitants du village ont été payés quatre dollars par jour de figuration,.
La production du film et Sacha Baron Cohen ont donné chacun 5 000 dollars, des ordinateurs et des fournitures d'école au village. Dans le film, les villageois sont dépeints comme des voleurs, incestueux, et des prostituées. Deux habitants de Glod, Nicolae Tudorache et Spiridon Ciorbea, ont porté plainte, considérant que le film les faisait passer pour des imbéciles incivilisés. Ils se plaignent également de leurs salaires trop bas. Ils demandaient 38 millions de dollars. En décembre 2006, la juge Loretta Preska a considéré que les charges étaient trop faibles et l'affaire a été classé sans suite.